# Çorum (circonscription électorale)
Pour les articles homonymes, voir Corum.
La circonscription électorale de Çorum correspond à la province du même nom et envoie 4 députés à la Grande assemblée nationale de Turquie.

## Composition
La circonscription de Çorum est divisée en 14 districts (ilçe). Chaque district est composé d'un chef-lieu et de municipalités (communes et villages).

## Résultats électoraux

### Élections législatives de 2018
| Partis                   | Partis                                        | Voix    | %     | Sièges | +/-           | Élus                                            |
| ------------------------ | --------------------------------------------- | ------- | ----- | ------ | ------------- | ----------------------------------------------- |
|                          | Parti de la justice et du développement (AKP) | 186 915 | 52,07 | 3      |               | Ahmet Sami Ceylan, Oğuzhan Kaya et Erol Kavuncu |
|                          | Parti républicain du peuple (CHP)             | 72 945  | 20,32 | 1      | en stagnation | Tufan Köse                                      |
|                          | Parti d'action nationaliste (MHP)             | 50 387  | 14,04 | 0      | en stagnation |                                                 |
|                          | Le Bon Parti (İYİ)                            | 30 215  | 8,42  | 0      | Nv.           |                                                 |
|                          | Parti démocratique des peuples (HDP)          | 13 096  | 3,65  | 0      | en stagnation |                                                 |
|                          | Parti de la félicité (SP)                     | 3 909   | 1,09  | 0      | en stagnation |                                                 |
|                          | Parti patriote (VATAN)                        | 869     | 0,24  | 0      | en stagnation |                                                 |
|                          | Parti de la cause libre (HÜDA PAR)            | 634     | 0,18  | 0      | en stagnation |                                                 |
|                          |                                               |         |       |        |               |                                                 |
| Total                    | Total                                         | 358 970 | 100   | 4      | en stagnation | -                                               |
| Inscrits / participation | Inscrits / participation                      | 391 400 | 90,98 |        |               |                                                 |

### Élections législatives de 2023
| Partis                   | Partis                                        | Voix    | %     | Sièges | +/-           | Élus                          |
| ------------------------ | --------------------------------------------- | ------- | ----- | ------ | ------------- | ----------------------------- |
|                          | Parti de la justice et du développement (AKP) | 147 473 | 40,26 | 2      | 1             | Yusuf Ahlatcı et Oğuzhan Kaya |
|                          | Parti républicain du peuple (CHP)             | 112 593 | 30,74 | 1      | en stagnation | Mehmet Tahtasız               |
|                          | Parti d'action nationaliste (MHP)             | 73 737  | 20,13 | 1      | 1             | Vahit Kayrıcı                 |
|                          | Nouveau parti de la prospérité (YRP)          | 11 970  | 3,27  | 0      | Nv.           |                               |
|                          | Parti de la victoire (ZP)                     | 5 554   | 1,52  | 0      | Nv.           |                               |
|                          | Parti de la grande unité (BBP)                | 2 839   | 0,78  | 0      | en stagnation |                               |
|                          | Parti de la gauche verte (YSP)                | 2 646   | 0,72  | 0      | en stagnation |                               |
|                          | Parti de la patrie (M)                        | 2 063   | 0,56  | 0      | Nv.           |                               |
|                          | Parti des travailleurs de Turquie (TIP)       | 1 625   | 0,44  | 0      | en stagnation |                               |
|                          | Parti de la justice (AP)                      | 1 394   | 0,38  | 0      | Nv.           |                               |
|                          | Parti de la mère patrie (ANAP)                | 713     | 0,19  | 0      | en stagnation |                               |
|                          | Parti patriote (VATAN)                        | 669     | 0,18  | 0      | en stagnation |                               |
|                          | Parti des droits et libertés (HAK)            | 497     | 0,14  | 0      | en stagnation |                               |
|                          | Parti jeune (GP)                              | 475     | 0,13  | 0      | en stagnation |                               |
|                          | Parti de la nation (MP)                       | 448     | 0,12  | 0      | en stagnation |                               |
|                          | Le Bon Parti (İYİ)                            | 433     | 0,12  | 0      | en stagnation |                               |
|                          | Parti communiste de Turquie (TKP)             | 307     | 0,08  | 0      | en stagnation |                               |
|                          | Parti de libération du peuple (HKP)           | 257     | 0,07  | 0      | en stagnation |                               |
|                          | Parti de la route nationale (MYP)             | 187     | 0,05  | 0      | Nv.           |                               |
|                          | Parti de gauche (SOL)                         | 163     | 0,04  | 0      | en stagnation |                               |
|                          | Parti de l'innovation (YP)                    | 104     | 0,03  | 0      | Nv.           |                               |
|                          | Mouvement communiste (TKH)                    | 95      | 0,03  | 0      | Nv.           |                               |
|                          | Parti de la justice et de l'unité (AB)        | 16      | 0,00  | 0      | Nv.           |                               |
|                          | Parti de l'union du pouvoir (GBP)             | 6       | 0,00  | 0      | Nv.           |                               |
|                          |                                               |         |       |        |               |                               |
| Total                    | Total                                         | 366 264 | 100   | 4      | en stagnation | -                             |
| Inscrits / participation | Inscrits / participation                      | 399 038 | 90,84 |        |               |                               |